# Гуру Хар Кришан
Гуру Хар Кришан (в.-пандж. ਸ੍ਰੀ ਗੁਰੂ ਹਰਿਕ੍ਰਿਸ਼ਨ ਜੀ; 7 июля 1656, Киратпур Сахиб, Империя Великих Моголов — 30 марта 1664, Дели, Империя Великих Моголов) — восьмой гуру сикхов.

## Жизнеописание
Хар Кришан родился 7 июля 1656 года в городе Киратпур, район Ропар в Пенджабе. Его отцом был Гуру Хар Рай, а его матерью — Мата Кишан Каур. Он был посвящён в сан Гуру в 7 октября 1661 г. в пятилетнем возрасте в городе Киратпур. Вскоре Гуру Хар Кришан переехал в Дели по приглашению Раджи Джаи Син из Амбера (Джайпура) и одобрению Императора Аурангзеба (1658—1707 гг.), где проживал до самой смерти.

## Деяния
Находясь в Дели он делился религиозными наставлениями со множеством людей. В то время Дели был охвачен эпидемией оспы. Гуру Хар Кришан велел построить Бассейн на улице рядом со своей комнатой. Он наполнил Его водой, затем взял немного воды из Него и снова вылил её обратно. Затем Он опустил свои ступни в тот бассейн и таким образом подготовил Чаран-пахул. Люди произносили вслух «Сат Нам Вахе Гуру» (Возлюбленный, Твоё Имя — Правда), брали целебную воду из того Бассейна и исцелялись. С тех пор каждый, приходящий к Дому Святого Гуру Хар Кришана, берёт из того бассейна целебную воду.

## Преемник
Служение Гуру Хар Кришана было очень коротким, всего три года, и незадолго до своего ухода он сказал, что следующий Гуру проживает в Бакалэ (Баба Бакала), в районе города Амритсара, и, что им будет Гуру Тегх Бахадур, тем самым ввёл его в сан посвящения.

## Уход
Гуру Хар Кришан умер в Дели 30 марта 1664 г.. Сейчас дом Гуру Хар Кришана в Дели (Гурдвана Бангала Сахиб) и место кремирования его тела посещаются многочисленными паломниками.